# 브란덴부르크 선제후 프리드리히 1세
프리드리히 (중세 고지 독일어: Friderich, 표준 독일어: Friedrich; 1371년 9월 21일 – 1440년 9월 20일)는 1397년부터 1427년까지 뉘른베르크의 마지막 뉘른베르크 성백 (프리드리히 6세), 1398년부터 안스바흐 후국의 변경백, 1420년부터 바이로이트 후국의 변경백, 그리고 1415년부터 사망할 때까지 브란덴부르크 선제후 (프리드리히 1세)였다. 그는 호엔촐레른가 출신으로는 처음으로 브란덴부르크 변경백국을 통치하게 되었다.

## 전기

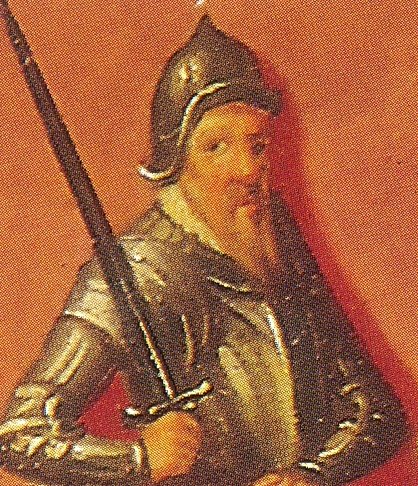
성백 프리드리히, 15세기 초상화

프리드리히는 뉘른베르크에서 성백 프리드리히 5세(1333년–1398년)와 베틴가의 공주 마이센의 엘리자베스의 둘째 아들로 태어났다. 그는 일찍이 그의 처남인 합스부르크가의 공작 오스트리아의 알베르트 3세의 시종으로 들어갔다. 1395년 알베르트가 사망한 후, 그는 룩셈부르크가의 왕 헝가리의 지기스문트 편에서 침략하는 오스만 군대에 맞서 싸웠다. 그와 그의 형 요한 3세 (뉘른베르크 성백), 지기스문트의 누이 보헤미아의 마르가레테의 남편은 1396년 니코폴리스 전투에서 싸웠지만 참담한 패배를 겪었다.
프리드리히가 뉘른베르크로 돌아온 후, 그는 아버지로부터 물려받은 프랑켄 영토를 형 요한과 나누었는데, 요한은 바이로이트 후국을 받았고, 프리드리히는 안스바흐 후국을 유지했다. 형제들은 뉘른베르크 성백령을 공동으로 통치했다. 처음에는 프리드리히가 지기스문트의 이복형인 독일의 왕 바츨라프 4세와 선제후 팔츠의 루프레히트 3세 파벌 사이의 제국적 혼란을 중재하려고 했으나, 1399년 9월부터는 그의 누이 뉘른베르크의 엘리자베스의 남편인 루프레히트 편에서 싸웠다. 결국 바츨라프는 폐위되고 루프레히트는 1400년 8월 21일 로마인의 왕으로 선출되었다.
프리드리히는 1409년에 안스바흐의 통치를 재개했고 격렬한 불화 끝에 지기스문트 국왕의 시종으로 들어갔다. 1410년, 루프레히트 (독일왕)의 죽음으로 신성 로마 제국의 왕위가 공석이 되었다. 지기스문트는 왕위를 얻기 위해 프리드리히의 도움을 요청했다. 당시 모라비아의 요스트는 브란덴부르크를 통치했으며, 따라서 새로운 왕을 선출할 권리를 가진 선제후 중 한 명이었다. 그러나 지기스문트는 요스트의 브란덴부르크 영유권과 제국 선거에서의 투표권을 부인했다. 지기스문트는 이러한 권리를 자신에게 주장하며 1410년 9월 20일 제국 선거에서 브란덴부르크 선제후로서 자신을 대표하도록 프리드리히를 지명했다. 지기스문트가 이 초기 투표에서 승리했지만, 모라비아의 요스트는 1410년 10월 선거에서 대다수 선제후의 지지를 얻어 스스로 제국 황제임을 주장했다. 1411년 1월 요스트가 의심스러운 상황에서 사망하자 지기스문트가 브란덴부르크를 회복하고 그해 말에 논쟁의 여지 없이 제국 황제로 선출되는 길이 열렸다. 프리드리히의 봉사에 대한 감사의 표시로 지기스문트 국왕은 그를 Oberster Hauptmann과 Verwalter der Marken (1411)으로 삼았다. 프리드리히는 브란덴부르크 변경백령의 반항적인 귀족(특히 키초프 가문)에 맞서 철권 통치를 펼쳤고, 결국 안정을 회복했다. 프리드리히는 또한 앵무새 기사단과 콘스탄츠 기사단의 일원이 되었다.
콘스탄츠 공의회(1415년 4월 30일)에서 지기스문트는 프리드리히에게 브란덴부르크의 변경백과 선제후 작위를 수여했다. 1415년 10월 21일 란트탁에서 모인 브란덴부르크 주들은 그에게 베를린에서 통치해 줄 것을 요청했다. 국왕은 1417년 4월 18일 변경백령에 대한 공식적인 봉토를 수여했다. 프리드리히는 후스파에 대한 지기스문트의 강압적인 조치에 동의하지 않았기 때문에 그들 사이의 관계는 냉각되었다.
브란덴부르크 귀족들과의 끊임없는 불화로 인해 프리드리히는 1425년 카돌츠부르크 성으로 은퇴하여 1426년 변경백령의 섭정을 아들 요한에게 이양했다(그러나 프리드리히는 계속해서 선제후로 남았다). 1427년 이후 그는 후스파에 맞선 제국 전쟁을 조직했다. 그는 1431년 8월 교황 특사 율리아누스 체사리니와 함께 도마줄리체 전투에서 후스파를 공격했지만 참패를 겪었다는 점으로 가장 잘 알려져 있다. 이후 그는 바젤 공의회(1433년 11월 30일)에서 프라하 콤팍타의 중재에 상당한 도움을 제공했다.
1440년 사망하자 프리드리히의 선제후 자리는 그의 둘째 아들 프리드리히 2세에게 계승되었다.

## 가족과 자녀
그는 1401년에 공작 바이에른-란츠후트의 프리드리히와 마달레나 비스콘티의 딸인 바이에른-란츠후트의 엘리자베스(1383년–1442년 11월 13일, 안스바흐)와 결혼했다. 그들의 자녀는 다음과 같다.
1. 엘리자베스 (1403년–1449년 10월 31일, 리그니츠):
  1. 1418년 콘스탄츠에서 브제크와 레그니차 공작 루트비히 2세 (브제크 공작)(1380/5년–1436년)과 결혼;
  2. 1438년 테셴 공작 바츨라프 1세 (테셴 공작)(1413/18년–1474년)과 결혼.
2. 요한 "연금술사" (1405년–1465년), 브란덴부르크-쿨름바흐 변경백.
  1. 1416년 작센-비텐베르크의 바르바라 공주(1405년–1465년)와 결혼
3. 체칠리아 (c. 1405년–1449년 1월 4일):
  1. 1423년 5월 30일 베를린에서 브라운슈바이크-뤼네부르크 공작 빌헬름 3세(1392년–1482년)과 결혼.
4. 마르가레테 (1410년–1465년 7월 27일, 란츠후트):
  1. 1423년 메클렌부르크 공작 알베르트 5세 (메클렌부르크 공작)(1397년–1423년)과 결혼;
  2. 1441년 7월 20일 잉골슈타트에서 바이에른 공작 루트비히 8세 (바이에른 공작)(1403년–1445년)과 결혼;
  3. 1446년 발덴펠스 백작 마르틴 (발덴펠스 백작)(d. 1471년)과 결혼.
5. 막달레네 (c. 1412년–1454년 10월 27일, 샤르네베크):
  1. 1429년 7월 3일 탕게르뮌데에서 브라운슈바이크-뤼네부르크 공작 프리드리히 2세 (브라운슈바이크-뤼네부르크 공작)(1418년–1478년)과 결혼.
6. 프리드리히 2세 (1413년–1471년), 브란덴부르크 선제후
  1. 1441년 작센의 공주 카타리나 (작센의 선제후비)(1421년–1476년)와 결혼
7. 알베르트 아킬레스 (1414년–1486년), 브란덴부르크 선제후, 결혼:
  1. 1446년 바덴의 공주 마르가레테 (바덴의 공주)(1431년–1457년)와 결혼
  2. 1458년 작센의 공주 안나 (작센의 공주)
8. 소피, 1417년 출생 및 사망.
9. 도로테아 (1420년 2월 9일–1491년 1월 19일, 레나):
  1. 1432년 메클렌부르크 공작 하인리히 4세 (메클렌부르크 공작)(1417년–1477년)과 결혼
10. 프리드리히 "뚱보" (c. 1424년–1463년 10월 6일, 탕게르뮌데), 알트마르크 영주:
  1. 1449년 포메라니아의 아그네스 공주(1436년–1512년)와 결혼

## 조상
|  |                                               |  |  |  |  |  |  |  |  |  |  |  |  |  |  |  |
|  | 8. 프리드리히 4세 (뉘른베르크 성백)           |  |  |  |  |  |  |  |  |  |  |  |  |  |  |  |
|  |                                               |  |  |  |  |  |  |  |  |  |  |  |  |  |  |  |
|  |                                               |  |  |  |  |  |  |  |  |  |  |  |  |  |  |  |
|  | 4. 요한 2세 (뉘른베르크 성백)                 |  |  |  |  |  |  |  |  |  |  |  |  |  |  |  |
|  |                                               |  |  |  |  |  |  |  |  |  |  |  |  |  |  |  |
|  |                                               |  |  |  |  |  |  |  |  |  |  |  |  |  |  |  |
|  | 9. 케른텐의 마르가레테                        |  |  |  |  |  |  |  |  |  |  |  |  |  |  |  |
|  |                                               |  |  |  |  |  |  |  |  |  |  |  |  |  |  |  |
|  |                                               |  |  |  |  |  |  |  |  |  |  |  |  |  |  |  |
|  | 2. 프리드리히 5세 (뉘른베르크 성백)           |  |  |  |  |  |  |  |  |  |  |  |  |  |  |  |
|  |                                               |  |  |  |  |  |  |  |  |  |  |  |  |  |  |  |
|  |                                               |  |  |  |  |  |  |  |  |  |  |  |  |  |  |  |
|  | 10. 베르톨트 7세 (헤네베르크-슐로이징겐 백작) |  |  |  |  |  |  |  |  |  |  |  |  |  |  |  |
|  |                                               |  |  |  |  |  |  |  |  |  |  |  |  |  |  |  |
|  |                                               |  |  |  |  |  |  |  |  |  |  |  |  |  |  |  |
|  | 5. 헤네베르크-슐로이징겐의 엘리자베스         |  |  |  |  |  |  |  |  |  |  |  |  |  |  |  |
|  |                                               |  |  |  |  |  |  |  |  |  |  |  |  |  |  |  |
|  |                                               |  |  |  |  |  |  |  |  |  |  |  |  |  |  |  |
|  | 11. 헤세의 아델하이트                         |  |  |  |  |  |  |  |  |  |  |  |  |  |  |  |
|  |                                               |  |  |  |  |  |  |  |  |  |  |  |  |  |  |  |
|  |                                               |  |  |  |  |  |  |  |  |  |  |  |  |  |  |  |
|  | 1. 프리드리히 1세 (브란덴부르크 선제후)       |  |  |  |  |  |  |  |  |  |  |  |  |  |  |  |
|  |                                               |  |  |  |  |  |  |  |  |  |  |  |  |  |  |  |
|  |                                               |  |  |  |  |  |  |  |  |  |  |  |  |  |  |  |
|  | 12. 프리드리히 1세 (마이센 변경백)            |  |  |  |  |  |  |  |  |  |  |  |  |  |  |  |
|  |                                               |  |  |  |  |  |  |  |  |  |  |  |  |  |  |  |
|  |                                               |  |  |  |  |  |  |  |  |  |  |  |  |  |  |  |
|  | 6. 프리드리히 2세 (마이센 변경백)             |  |  |  |  |  |  |  |  |  |  |  |  |  |  |  |
|  |                                               |  |  |  |  |  |  |  |  |  |  |  |  |  |  |  |
|  |                                               |  |  |  |  |  |  |  |  |  |  |  |  |  |  |  |
|  | 13. 롭다부르크-아른샤우크의 엘리자베스        |  |  |  |  |  |  |  |  |  |  |  |  |  |  |  |
|  |                                               |  |  |  |  |  |  |  |  |  |  |  |  |  |  |  |
|  |                                               |  |  |  |  |  |  |  |  |  |  |  |  |  |  |  |
|  | 3. 마이센의 엘리자베스                        |  |  |  |  |  |  |  |  |  |  |  |  |  |  |  |
|  |                                               |  |  |  |  |  |  |  |  |  |  |  |  |  |  |  |
|  |                                               |  |  |  |  |  |  |  |  |  |  |  |  |  |  |  |
|  | 14. 루트비히 4세 (신성 로마 황제)             |  |  |  |  |  |  |  |  |  |  |  |  |  |  |  |
|  |                                               |  |  |  |  |  |  |  |  |  |  |  |  |  |  |  |
|  |                                               |  |  |  |  |  |  |  |  |  |  |  |  |  |  |  |
|  | 7. 바이에른의 마틸데                          |  |  |  |  |  |  |  |  |  |  |  |  |  |  |  |
|  |                                               |  |  |  |  |  |  |  |  |  |  |  |  |  |  |  |
|  |                                               |  |  |  |  |  |  |  |  |  |  |  |  |  |  |  |
|  | 15. 실레시아-글로가우의 베아트릭스            |  |  |  |  |  |  |  |  |  |  |  |  |  |  |  |
|  |                                               |  |  |  |  |  |  |  |  |  |  |  |  |  |  |  |
|  |                                               |  |  |  |  |  |  |  |  |  |  |  |  |  |  |  |